# Dysmathosoma picipes
Dysmathosoma picipes är en skalbaggsart som beskrevs av Waterhouse 1882. Dysmathosoma picipes ingår i släktet Dysmathosoma och familjen långhorningar.
Artens utbredningsområde är Madagaskar. Inga underarter finns listade i Catalogue of Life.